# Colin McRae Rally 04
Colin McRae Rally 04 – komputerowa gra rajdowa wydana 2 kwietnia 2004 roku przez Codemasters. Jest to czwarta część serii gier rajdowych o nazwie "Colin McRae Rally". Dodano możliwość tworzenia własnego rajdu z gotowych tras, a także tryb wieloosobowy. W polskiej wersji gry jest 5 pilotów w tym Krzysztof Hołowczyc, Jarosław Boberek, Mieczysław Morański i Martyna Wojciechowska.